# Дзежгово
Дзежгово (на полски: Dzierzgowo) e село и административен център на Дзежговска община, Млавски окръг, Мазовецко войводство, Полша.
През годините 1975 – 1998 г. селото административно принадлежи към Чехановското войводство. В селото има енория и енорийска църква „Успение на Пресвета Богородица“, построена след 1516 г.

## История
В село Дзежгово е съществувала крепост от XII век.
Енорията може да се проследи до XIV век, но е трудно да се установи точната дата на основаването ѝ, тъй като не е запазен декретът за основаването ѝ. По-късните записи показват, че годината на основаването ѝ е 9 септември 1388 г., когато епископът на Плоцк, Шибор Радзимински, одобрява привилегии за Дзежговската енория, дадени от Павел Дзежговски – подкоморий на Варшава.
Трудно е да се определи кога е построен първият храм в Дзежгово и как е изглеждал. Може само да се предположи, че това е била дървена постройка, която е обслужвала енориашите до първата половина на XVI век. Споменава се в досиетата на църковни визитации от 1443 г.
Около 1490 г. в енорията е роден Миколай Дзежговски – граф на Дзежгово, варшавски каноник, от 1518 г. нотариус на кралската канцелария, от 1541 г. администратор на Плоцката епархия, а след това епископ Хелмнински, епископ Каменецки, епископ Куявски, архиепископ Гнезненски.
Новата тухлена църква в стил късна готика е построена след 1516 г. Многократно обновявана и преустройвана през 1779 – 1780 г., 1824 – 1829 г. и 1851 г., тя е оцеляла и до днес. В годините 1880 – 1881 г. свещеник Виктор Илдефонс Трейдосевич добавя просторен параклис и кула в готически стил от южната страна на църквата. След реконструкцията църквата е осветена от суфраганния епископ на Плоцк – Хенрик Пьотр Доленга Косовски на 15 май 1886 г.
Допълнителни ремонти на храма, разрушен през Втората световна война, са извършени по време на пастирството на свещеник Кажимеж Краевски и свещеник Тадеуш Ниестепски. През годините 1969 – 1970 г. от фирма Камински (Kamiński) е изработен 12-гласов орган с пневматична трактура за църквата. През 1978 г. тя е украсена с полихромна живопис по проект на професор Виктор Зин.
На площада в центъра на селото има паметник на Тадеуш Костюшко от 1922 г. По време на окупацията от Нацистка Германия той е демонтиран от жителите и скрит. Открит е отново през 1946 г., което се вижда на цокъла. През декември 2015 г. бюстът е повреден от поривист вятър, а през 2016 г. е върнат на мястото си. 
В селото има старо основно училище на името на маршал Юзеф Пилсудски, построено в стил Ар Нуво.
Има много крайпътни параклиси, сред които: исторически параклис от 1913 г. на улица Заводже (на полски: Zawodzie) и неоготически параклис близо до гимназията и основното училище.